# Gerhard Wolf (Künstler)
Gerhard Wolf (* 13. Dezember 1909 in Brandenburg an der Havel; † 26. Mai 1996 ebenda) war ein deutscher Künstler und Kunsterzieher.

## Leben
Gerhard Wolf besuchte die Mittelschule. Anschließend lernte er bis 1928 bei seinem Vater den Beruf des Holzbildhauers und besuchte parallel die Wredowsche Zeichenschule. Im gleichen Jahr verlor er durch tragisches Geschick seinen rechten Arm. Trotzdem setzte er seine Studien in der Zeichenschule bis 1935 fort. 1933 und 1934 arbeitete er als Fakturist und Modelleur bei der Firma Patent Lineol, von 1936 bis 1945 als kaufmännischer Angestellter im Büro der Mitteldeutschen Stahl- und Walzwerke. 1935 heiratete Gerhard Wolf seine Frau Lina. Von 1945 bis 1952 arbeitete er als freiberuflicher Maler und Grafiker und wurde Mitglied des Verband Bildender Künstler Deutschlands (VBKD). Mit Gründung des Verbandes Bildender Künstler der DDR verlor er seine Zulassung als Berufskünstler und nahm eine Stelle als Zeichenlehrer an der Sportschule an. Von 1955 bis 1956 holte er das Studium als Kunsterzieher am Pädagogischen Institut Erfurt nach und arbeitete bis 1968 als Kunsterzieher und Zirkelleiter für plastisches Gestalten, Malen und Zeichnen an der Volkshochschule, an der Musikschule und im Fontane-Klub. Durch Krankheit 1968 invalidisiert und infolgedessen verrentet, war er ab 1972 wieder freiberuflich tätig. 1990 wurde er, als einer der letzten noch lebenden Schüler von vor 1945, zum Ehrenmitglied der wiederbegründeten Wredowschen Zeichenschule gewählt. Gerhard Wolf starb mit 86 Jahren am 26. Mai 1996 und wurde am 13. Juni 1996 auf dem Neustädtischen Friedhof in Brandenburg (Havel) beerdigt.

## Stimmen zum Werk
„Bekannt geworden ist Gerhard Wolf durch seine zahlreichen Landschaftsbilder und Stadtansichten, seine Aquarelle und Ölbilder hängen bis heute in zahlreichen Brandenburger Haushalten. Er war als Vertreter der ‚regionalen Kunst‘ ein Chronist seiner Stadt, der anstatt zu fotografieren malte und zeichnete.“

„Gerhard Wolf zeigt sich in seinem bildnerischen Schaffen als ein Chronist der Havelstadt, als einer, der mit künstlerischen Mitteln Gesehenes und Erlebtes festgehalten hat, der aufmerksam beobachtend beinahe ein Jahrhundert durchschritt. Die Ausstellung aus dem Nachlass erinnert an einen Brandenburger Maler, dessen Werk Einflüsse sehr unterschiedlicher Kunstströmungen des 20. Jahrhunderts spiegelt, der sich aber in der Rückschau vorrangig dem Realistischen verpflichtet fühlte.“

## Einzelausstellungen
- 1970 Ausstellung im Fontane-Klub[5]
- 1989 Ausstellung zum 80. Geburtstag im Klubhaus Philipp Müller[3]
- 2009/2010 Gerhard Wolf: Maler – Lehrer – Chronist zum 100. Kunsthalle Brennabor, Brandenburg

## Gemeinschaftsausstellungen (Auswahl)
- Seit 1945 Teilnahme an Volkskunstausstellungen auf Stadt-, Kreis- und Bezirksebene sowie an Gemeinschaftsausstellungen in Erfurt, Leipzig, Dresden, Ivry-sur-Seine und Moskau[5][3]
- 2015 stattbekannt 2015. Brandenburger Stadtansichten vom 19. Jahrhundert bis heute. Stadtmuseum im Frey-Haus, Brandenburg[6]